# Ђорђе Лаврнић
Ђорђе Лаврнић (Комић, 6. јун 1946 — Добој, 27. новембар 2010) био је српски и југословенски рукометаш.

## Биографија
Рођен је 6. јуна 1946. године у Комићу код Удбине, већ као дете с родитељима одлази у Славонију. Рукометну каријеру започео је у Рукометном клубу Слатина из Подравске Слатине. Играо је на позицији бека. Од 1967. године мења рукометну средину и прелази у екипу Криваје из Завидовића. Исте године по доласку Лаврнића у Завидовиће, Криваја је играла разигравање за првака СР Босне и Херцеговине те у две утакмице победила Раднички из Горажда и потом наставља квалификације кроз које улази у Прву савезну рукометну лигу Југославије. У Криваји је играо пуних шест година и био један од најбољих рукометаша у историји клуба.
Године 1973. Лаврнић као засигурно један од тада најбољих леворуких играча на свету, одлази у Западну Немачку, где игра све до 1981. године. И у Немачкој је пружао веома добре партије и био готово непогрешив у извођењу седмераца. Једно време седамдесетих година је по просеку постигнутих погодака из седмераца био међу најуспешнијим рукометашима света. Био је најбољи стрелац немачке Бундеслиге у сезони 1977/78, када је постигао 173 погодка.
Године 1981. враћа се у Југославију и игра за екипу Слоге из Добоја, где је играо све до 1985. године када је завршио играчку каријеру, да би одмах потом у истом клубу наставио као тренер.
За репрезентацију Југославије је одиграо 137 утакмица и постигао 468 погодака. Круну играчке каријере доживео је на Олимпијским играма 1972. године у Минхену, где је освојио златну медаљу. Био је један од најбољих играча те славне генерације и најбољи стрелац Југославије са 28 постигнутих погодака. Са репрезентацијом је још освојио две бронзане медаље на Светским првенствима и то 1970. у Француској и 1974. у Источној Немачкој.
Преминуо је 27. новембра 2010. године у добојској Општој болници „Свети апостол Лука” од последица можданог удара. Сахрањен је два дана касније на гробљу Шушњари у Добоју.
Током 2018. године у част Лаврнића осликан је мурал са његовим ликом на једној стамбеној згради у центру Добоја.

## Успеси
Југославија
- медаље
- злато Олимпијске игре 1972. Минхен.
- бронза 1970. Француска.
- бронза 1974. Источна Немачка.